# Nekupuj ruské!
Nekupuj ruské! (ukrajinsky Не купуй російське!, někdy také pod názvem Bojkotuj ruské!, ukrajinsky Бойкоту́й росі́йське!) je občanská kampaň ekonomického bojkotu Ruska na Ukrajině. Byla zahájena 14. srpna 2013 jako reakce na dovozní blokády ukrajinského zboží na ruské trhy. Kampaň získala odezvu na sociálních sítích a následně se rozšířila internetem. Aktivisté šířili tuto kampaň prostřednictvím letáků a plakátů na veřejných prostranstvích ve 45 městech Ukrajiny. Přestože začátkem Euromajdanu v listopadu 2013 kampaň ztratila na intenzitě, dne 2. března 2014 byla v souvislosti s Krymskou krizí a pak Ruskou vojenskou intervencí na východní Ukrajině znovu oživena. Organizátorem této kampaně je občanské hnutí Vidsič.

## Příčiny

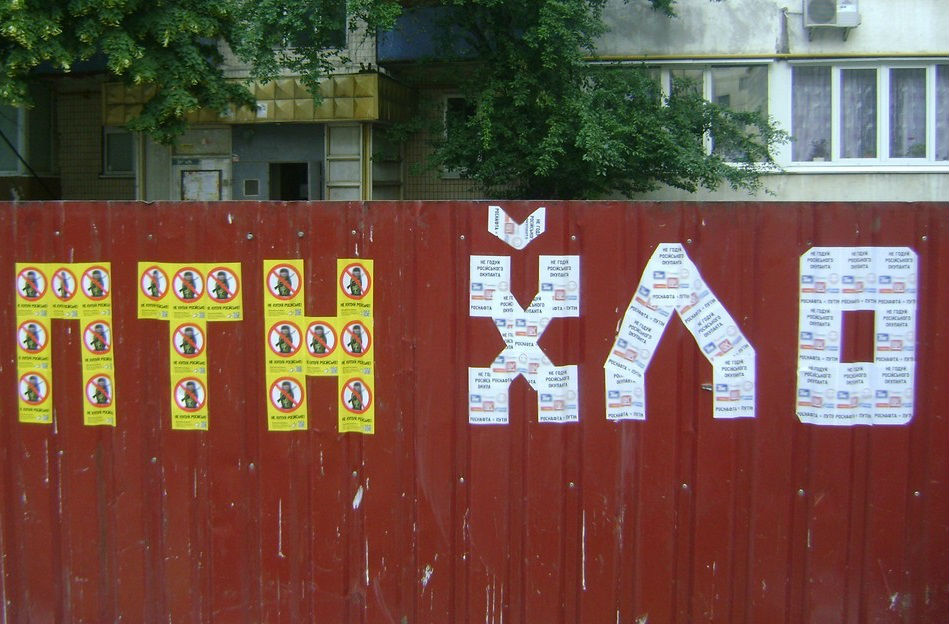
Slogan Putin chujlo! vytvořený z nálepek kampaně Nekupuj ruské!

Podle aktivistů, kampaň byla zahájena bezprostředně jako odpověď na rozhodnutí Federální celní správy Ruské federace ze dne 14. srpna 2013, kterým byly veškeré ukrajinské exportéry plošně označeny jako „rizikové“, což znamenalo blokádu ukrajinských výrobků dovážených do Ruska. Následně se u hranic utvořily dlouhé fronty ze stovek kamionů a nákladních vagonů s ukrajinským zbožím mířícím na ruský trh. Aktivisté také poukazuji, že k rozhodnutí začít kampaň přispěla také řada předchozích „obchodních válek“ zahájených Ruskou federaci proti Ukrajině, včetně tzv. „masové války“, „syrové války“ nebo „čokoládové války“.

## Průběh

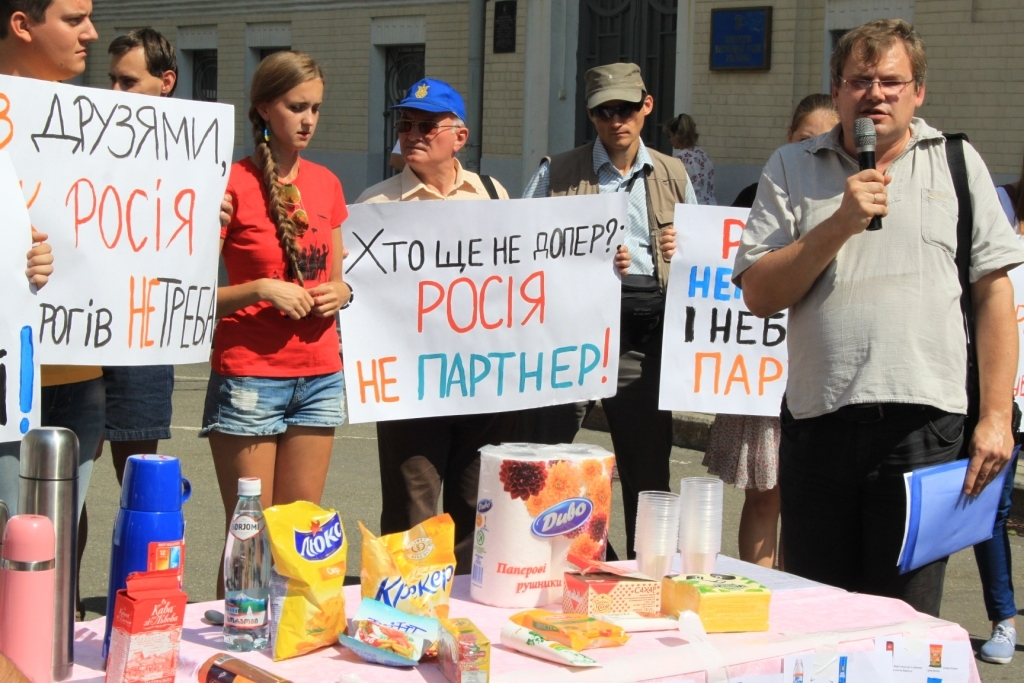
Akce u sídla prezidenta požadující zavedení odvetných opatření za dovozní blokády ukrajinského zboží na ruské trhy, 22. srpna 2013

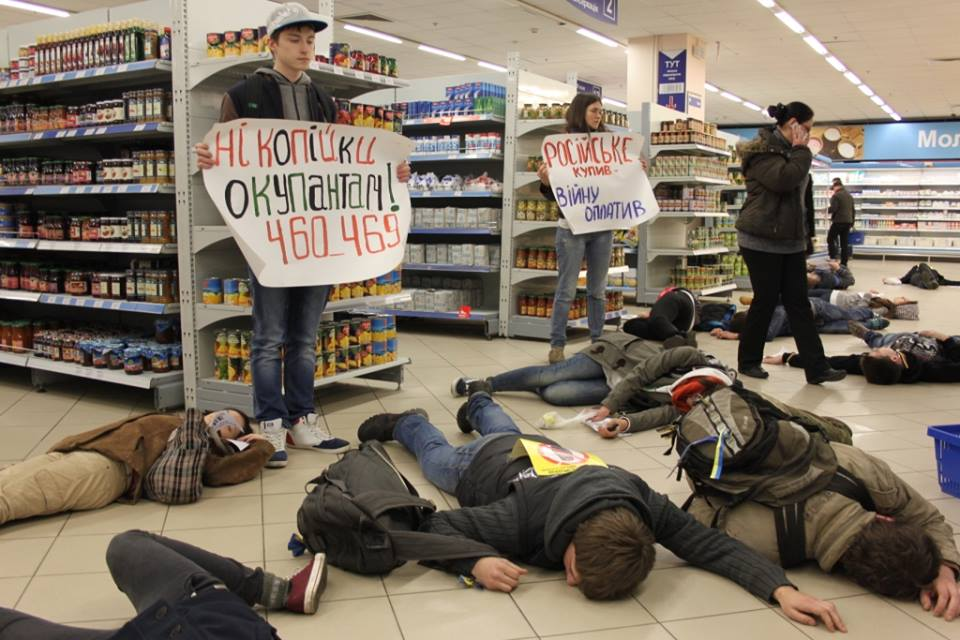
„Padací“ flash mob v jednom z kyjevských supermarketů

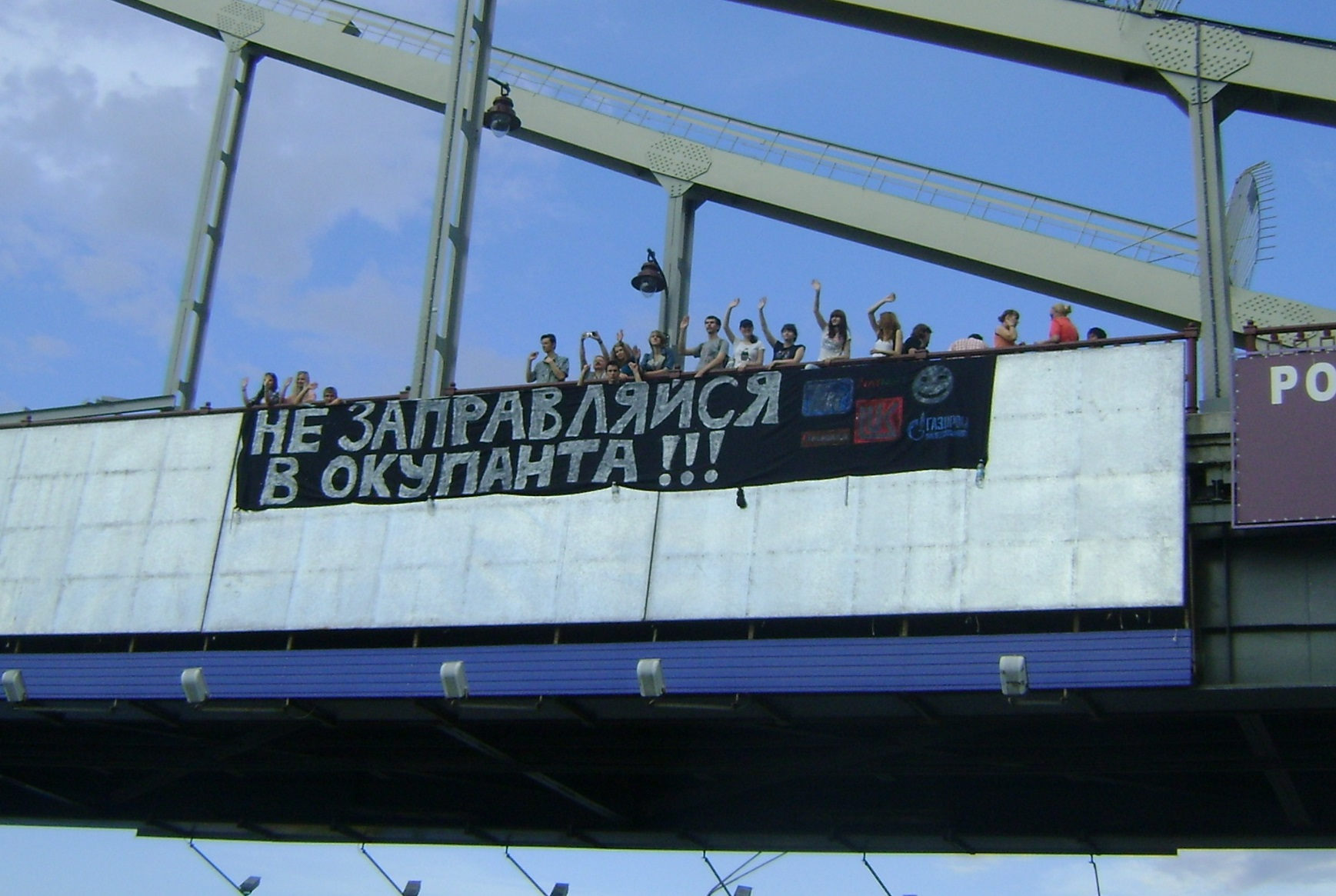
Vyvěšování transparentu „Netankuj u okupanta“ na mostě

### Na Ukrajině
Dne 22. srpna 2013 aktivisté uspořádali akci u sídla prezidenta Ukrajiny požadující učinit odvetná opatření vůči Rusku. Kampaň pak pokračovala distribucí letáků, plakátů, nálepek ve vice než 45 městech Ukrajiny. V kampani byla použita karikatura ruské matrjošky. Začátkem Euromajdanu kampaň výrazně ztratila na intenzitě.
Dne 4. března prostřednictvím sociálních síti aktivisté vyhlásili obnovu bojkotu veškerého zboží a služeb, z prodeje kterých těží ruský byznys. Záměrem bylo zamezit proudění finančních prostředků z Ukrajiny do Ruska, kde tyto budou přispívat pro válečnou snahu Ruska. Kampaň tak byla znovu obnovena v souvislosti s Krymskou krizí a Ruskou vojenskou intervencí na východní Ukrajině.
V březnu aktivisté začali uspořádávat „padací“ flash moby v supermarketech, kterými nabádali nakupujících nekupovat ruské výrobky, a také bojkotovat ruské čerpací stanice, banky, zábavní představení a koncerty. V květnu 2014 se některá kina v Kyjevě, Lvově a Oděse začala vyhýbat ruské filmové produkci.
V létě 2014 aktivisté začali uspořádávat flash moby a jiné akce v ruských restauracích a kavárnách na Ukrajině.
Na konci srpna 2014 odstartovala občanská kampaň „Bojkotuj ruské filmy“ zaměřena proti promítaní ruských filmů a seriálů v ukrajinském media prostoru.
Ke květnu 2014 některé ruské výrobce začali měnit čárové kódy na svých výrobcích z ruských na ukrajinský. Byla vyvinuta aplikace pro Android s názvem „Bojkotuj okupanta“, jež pomáhala odhalit výrobky původem z Ruska, zejména ty svůj původ skrývající.

### Mezinárodní rozšíření
Začátkem března 2014 bojkot se rozšířil do jiných zemi, zejména do Běloruska, Lotyšska, Litvy, Estonska, Polska, Moldavska, Gruzie, Spojených států amerických a do České republiky.